# Gymnopternus brevipes
Gymnopternus brevipes är en tvåvingeart som först beskrevs av Van Duzee 1933.  Gymnopternus brevipes ingår i släktet Gymnopternus och familjen styltflugor.
Artens utbredningsområde är Colorado. Inga underarter finns listade i Catalogue of Life.